# 梅拉诺

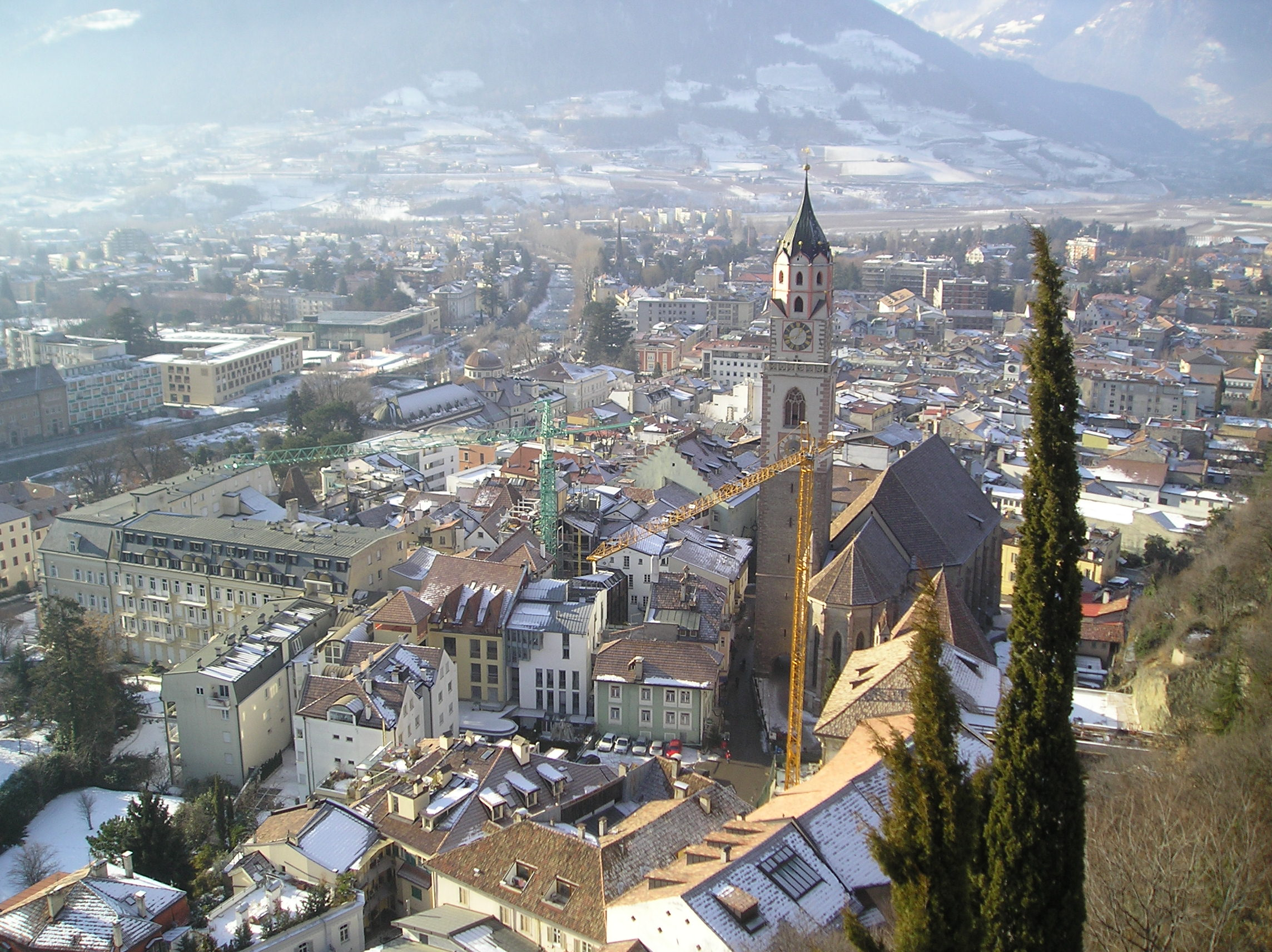
梅拉诺全景图

梅拉诺（義大利語：Merano）是意大利特伦蒂诺-上阿迪杰大区博尔扎诺-上阿迪杰自治省的一个市镇，以温泉浴场而闻名，面积26平方公里，人口35,119人（2004年）。

## 景点

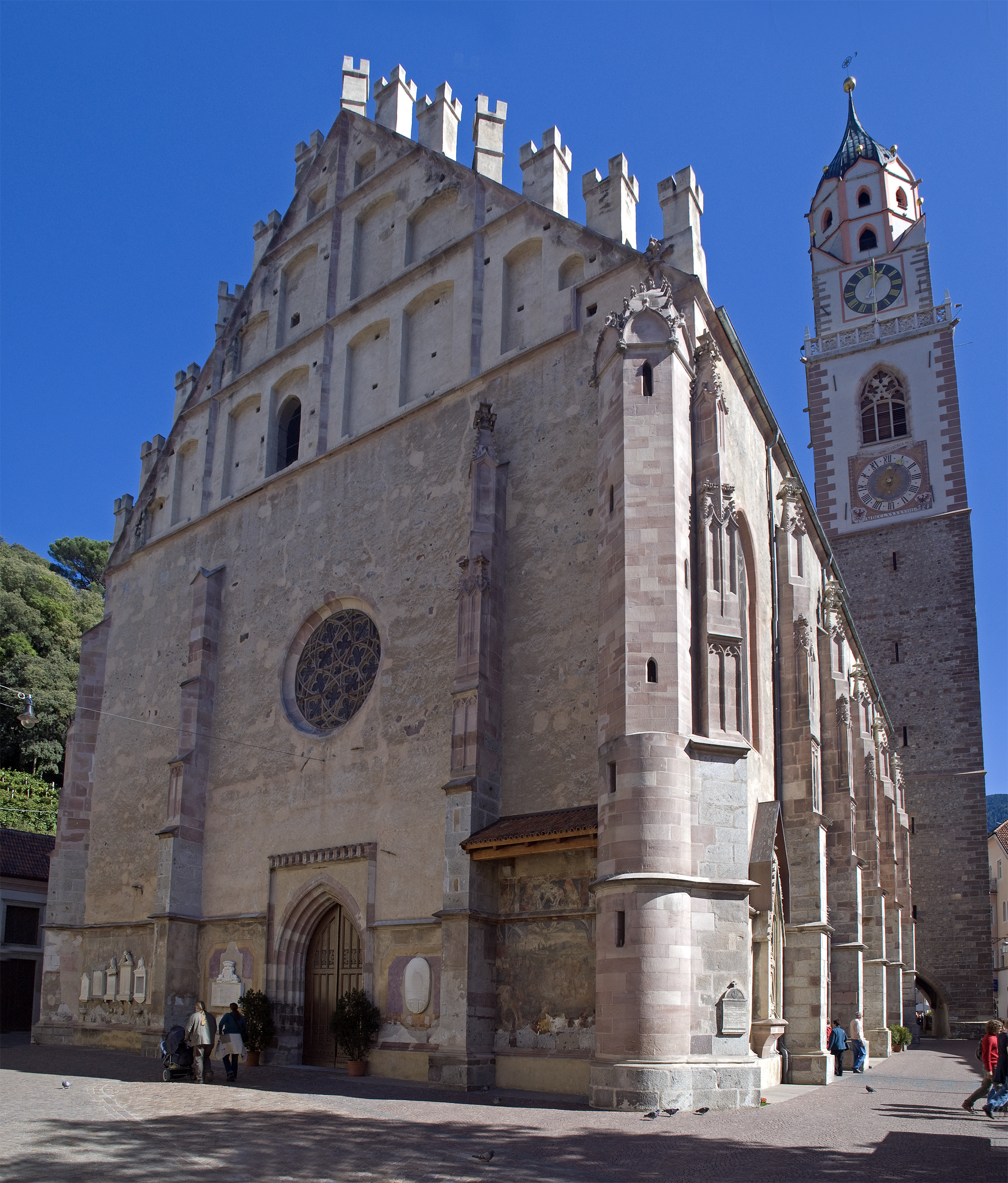
圣尼各老堂

该市保留了几座中世纪的城门，例如文施高尔门（Vinschgauer Tor）、帕塞勒门（Passeirer Tor,）和博泽纳门（Bozener Tor）。属于防御工事的还有中世纪的奥滕斯坦塔 Ortenstein tower,俗称火药塔（Pulverturm）。
主要的教堂是哥特式圣尼各老堂和圣白芭蕾小堂，都可以追溯到15世纪。建于这一时期的还有君王城堡（德语：Landesfürstliche Burg），是奧地利大公國的西吉斯蒙德大公的住所。
帕西里奥河上的石桥（德语：Steinerner Steg）可追溯到17世纪。
该市作为热门的温泉度假地，得到了进一步发展，尤其是在伊丽莎白皇后参观之后。建于19世纪的有梅拉诺市立剧院、梅拉诺温泉疗养馆（Kurhaus）和伊丽莎白皇后公园。沿河的万德哈尔拱廊（Wandelhalle）也很有名。
1919年意大利吞并了这座城市后，意大利法西斯政府在1920年代建造了新的梅拉诺市政厅。
城外有特劳特曼斯多夫城堡及其花园。旅游博物馆于2003年春季开放，展示了该省旅游业的历史发展。蒂罗洛城堡也位于附近的蒂罗洛。

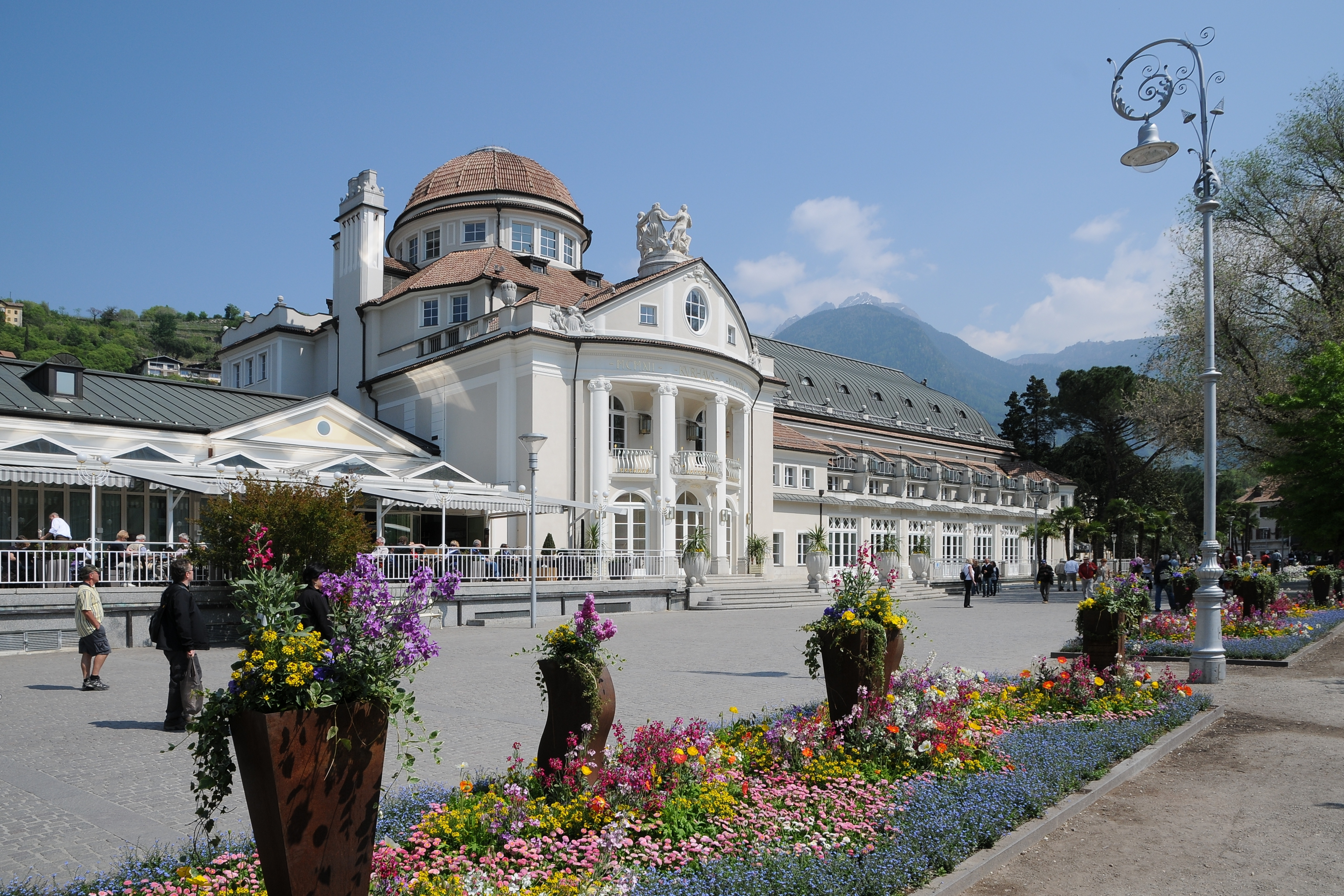
温泉疗养馆
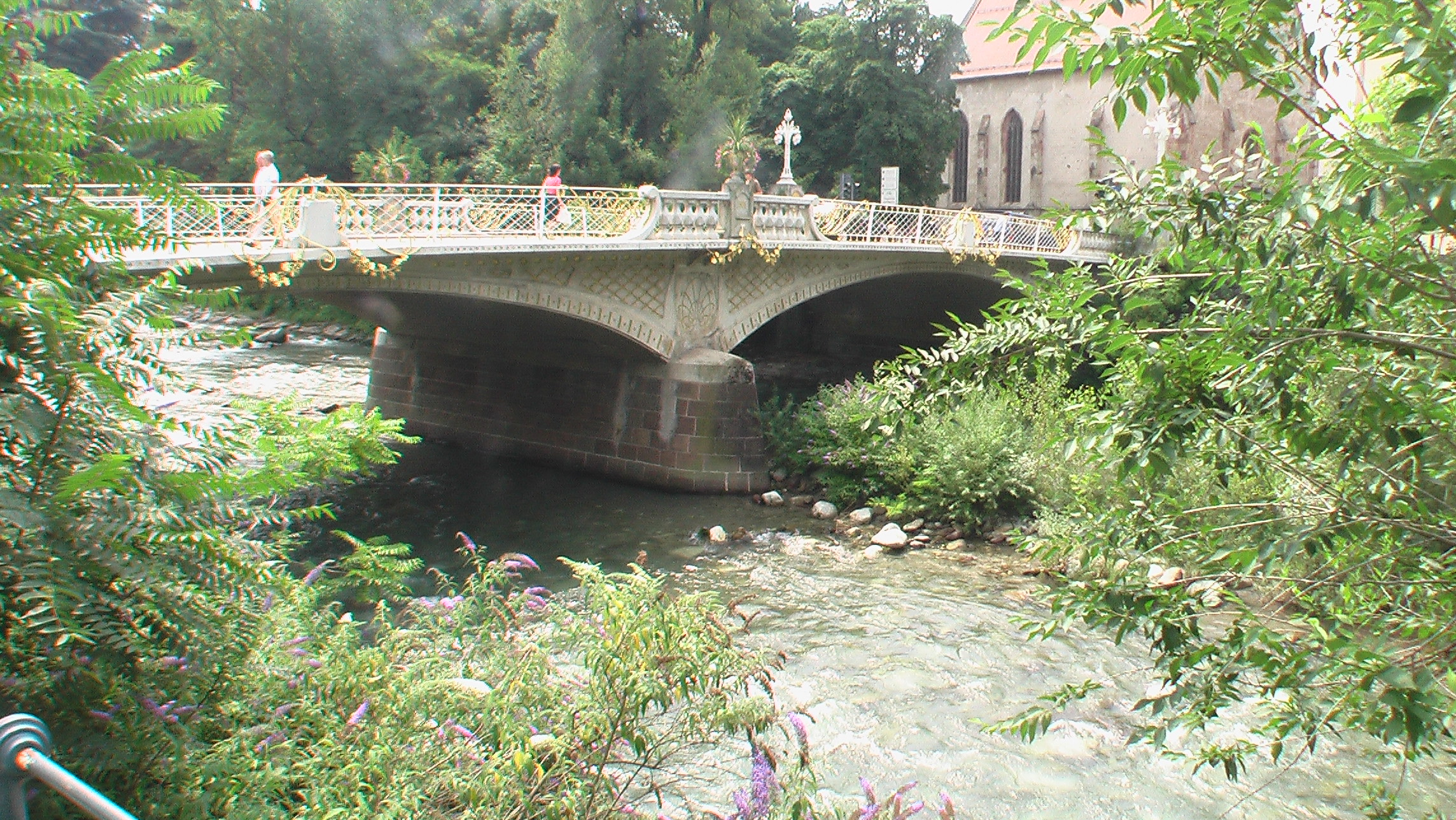
邮政桥
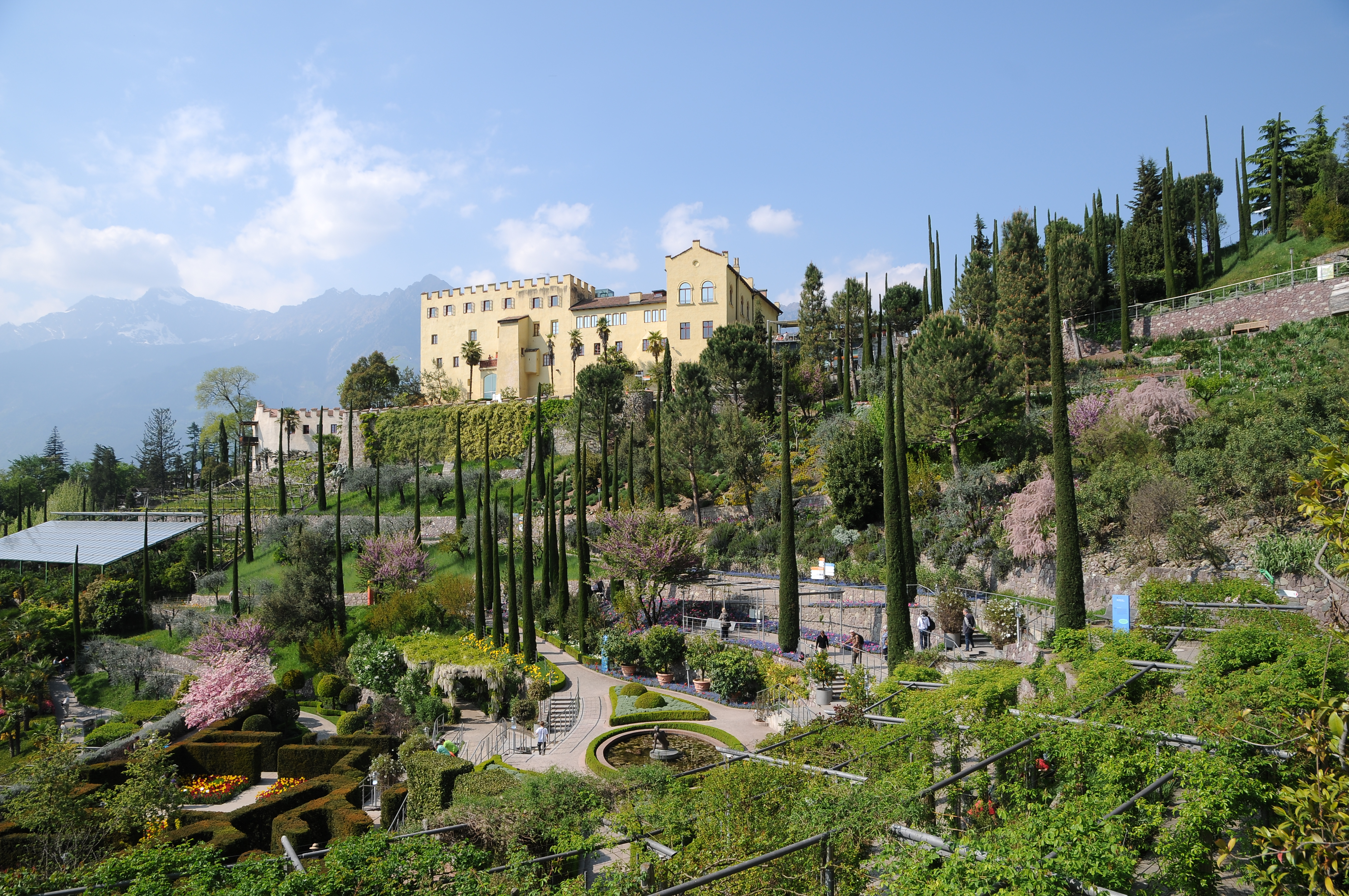
特劳特曼斯多夫城堡花园
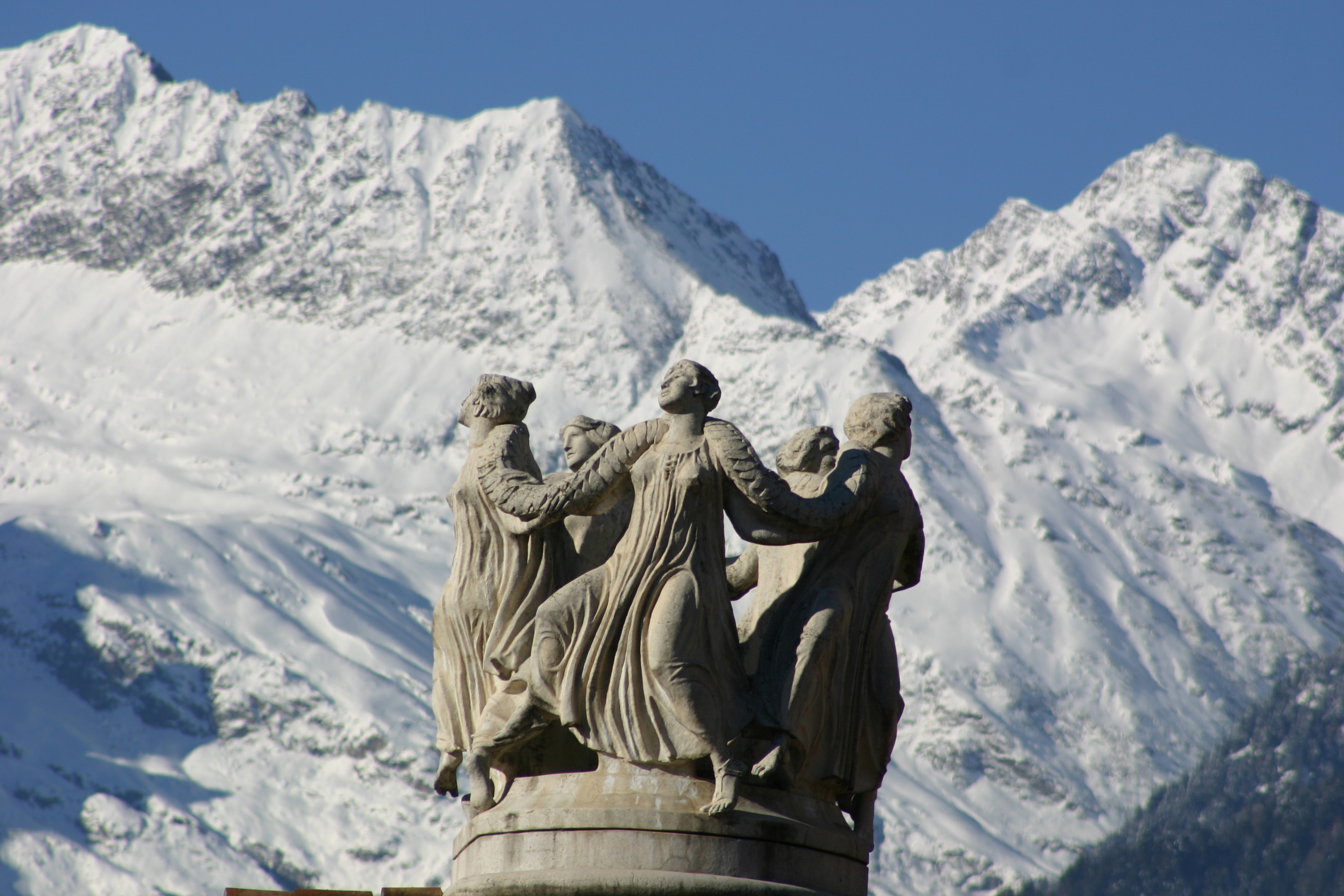
温泉疗养馆与阿尔卑斯山
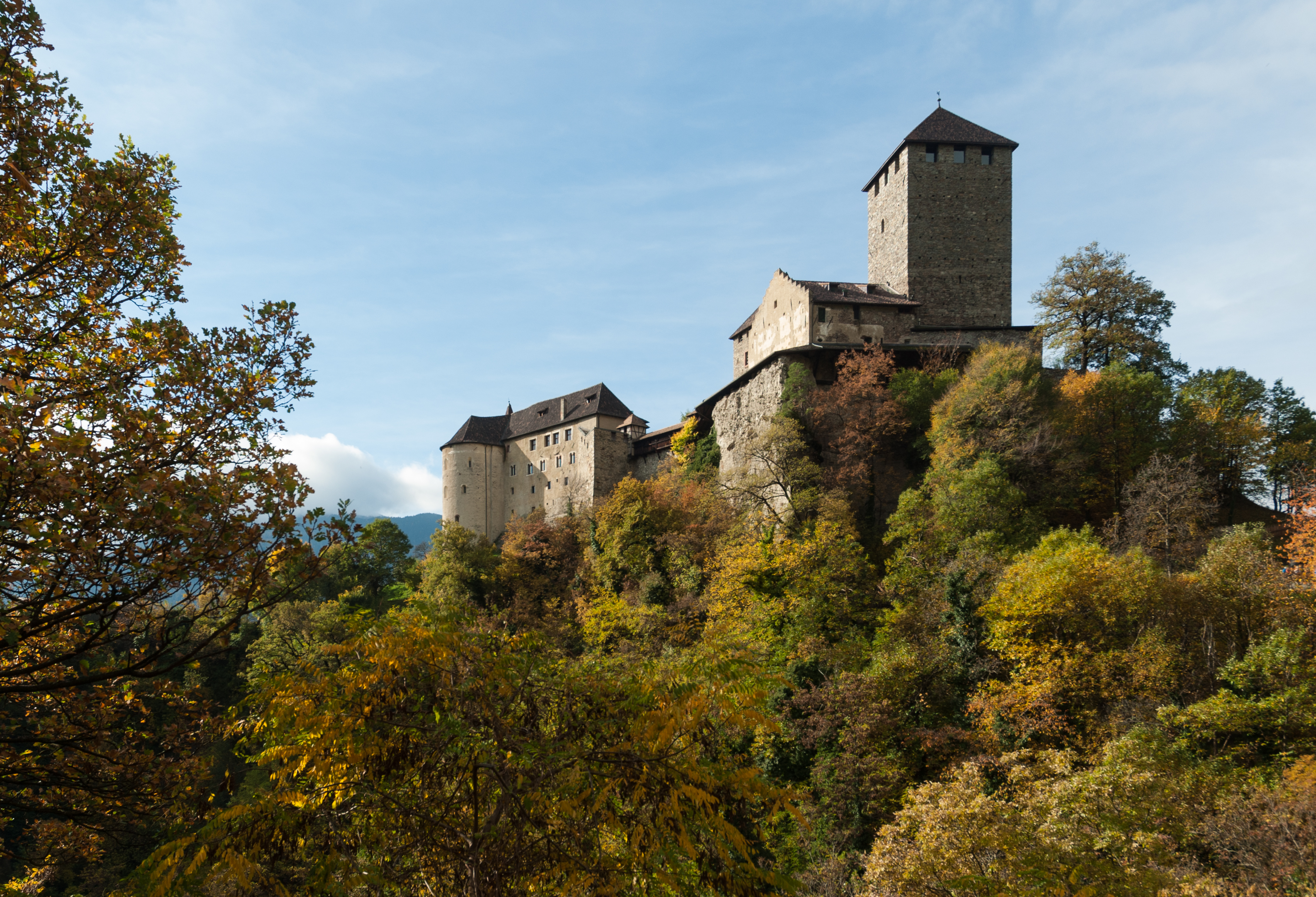
蒂罗洛城堡
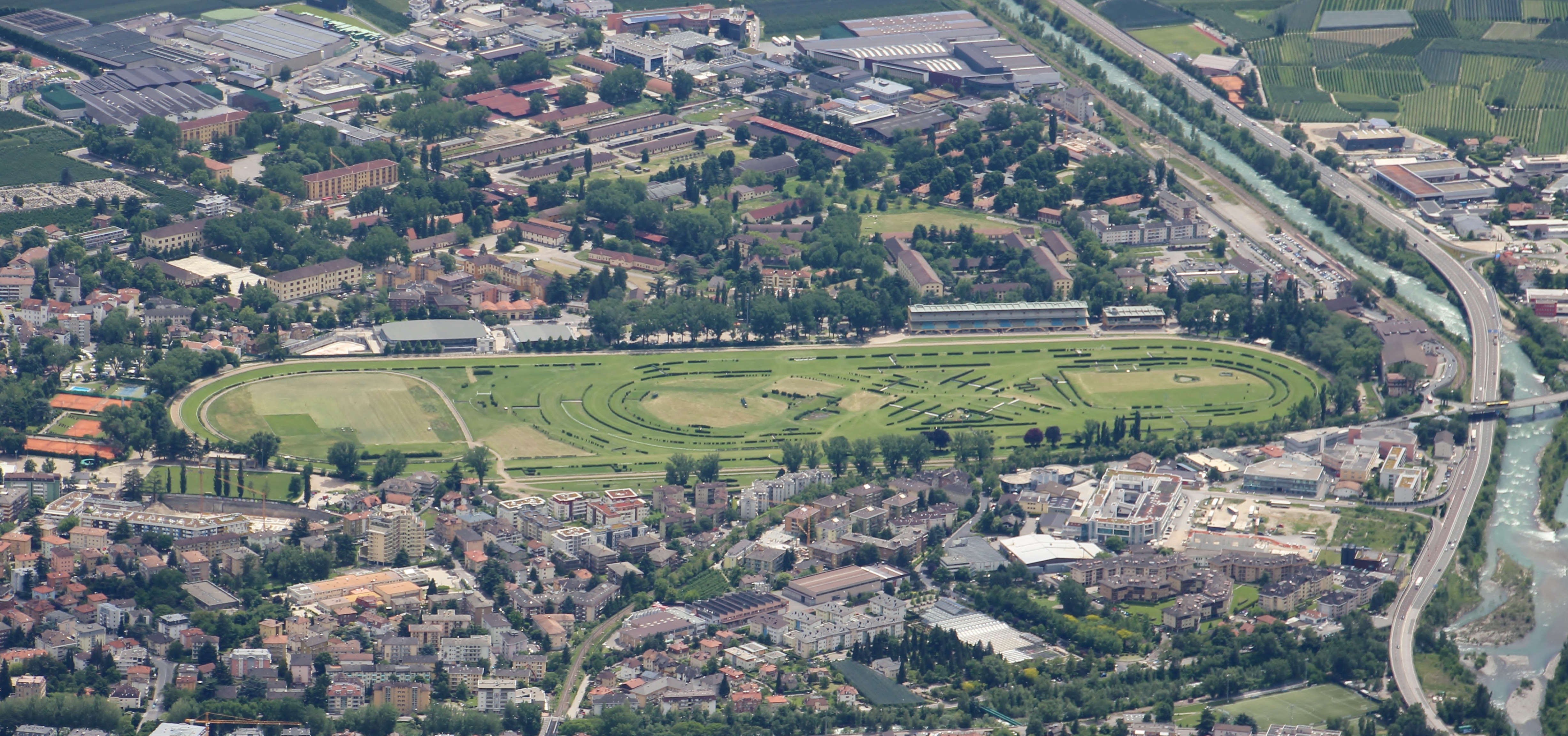
赛马
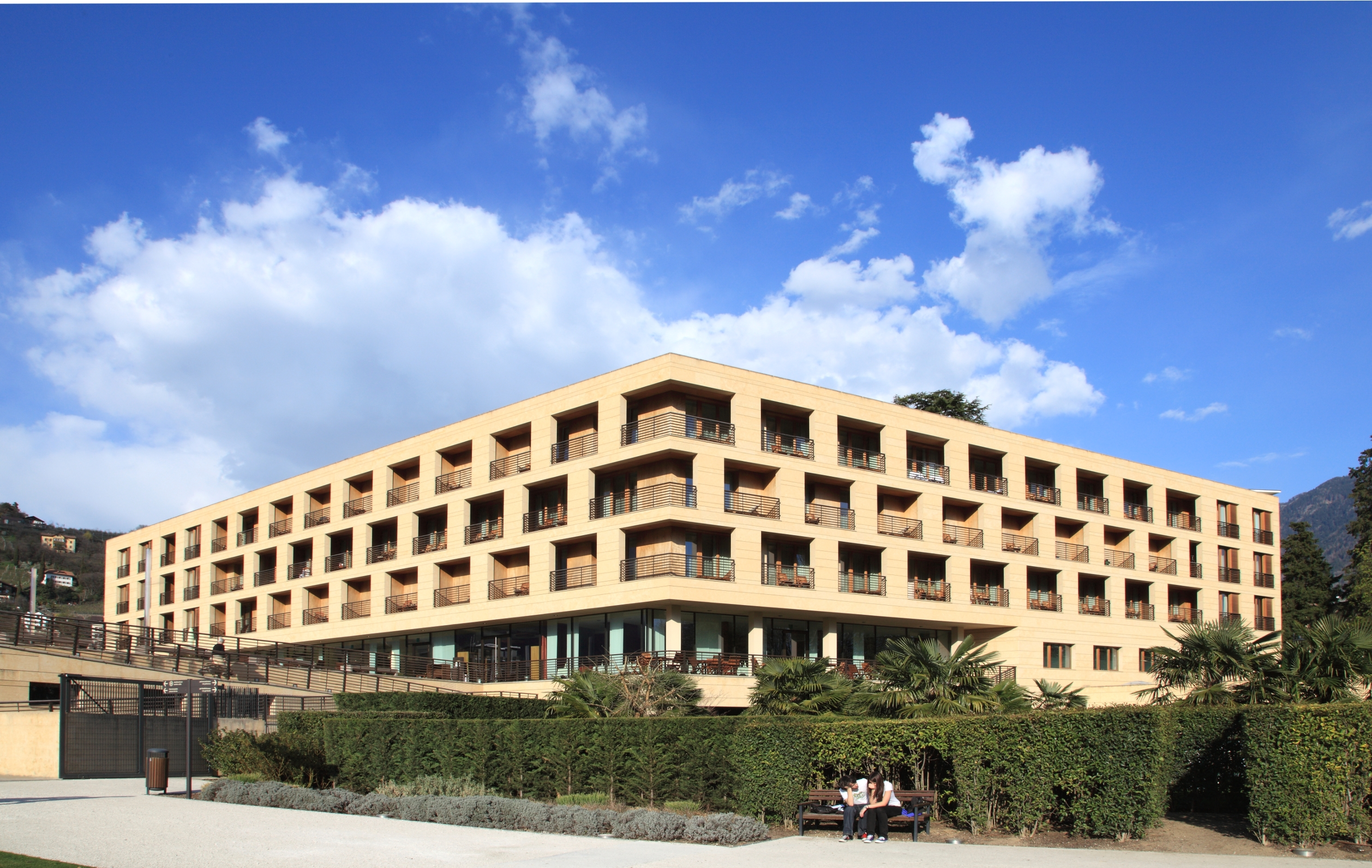
Hotel Therme Merano
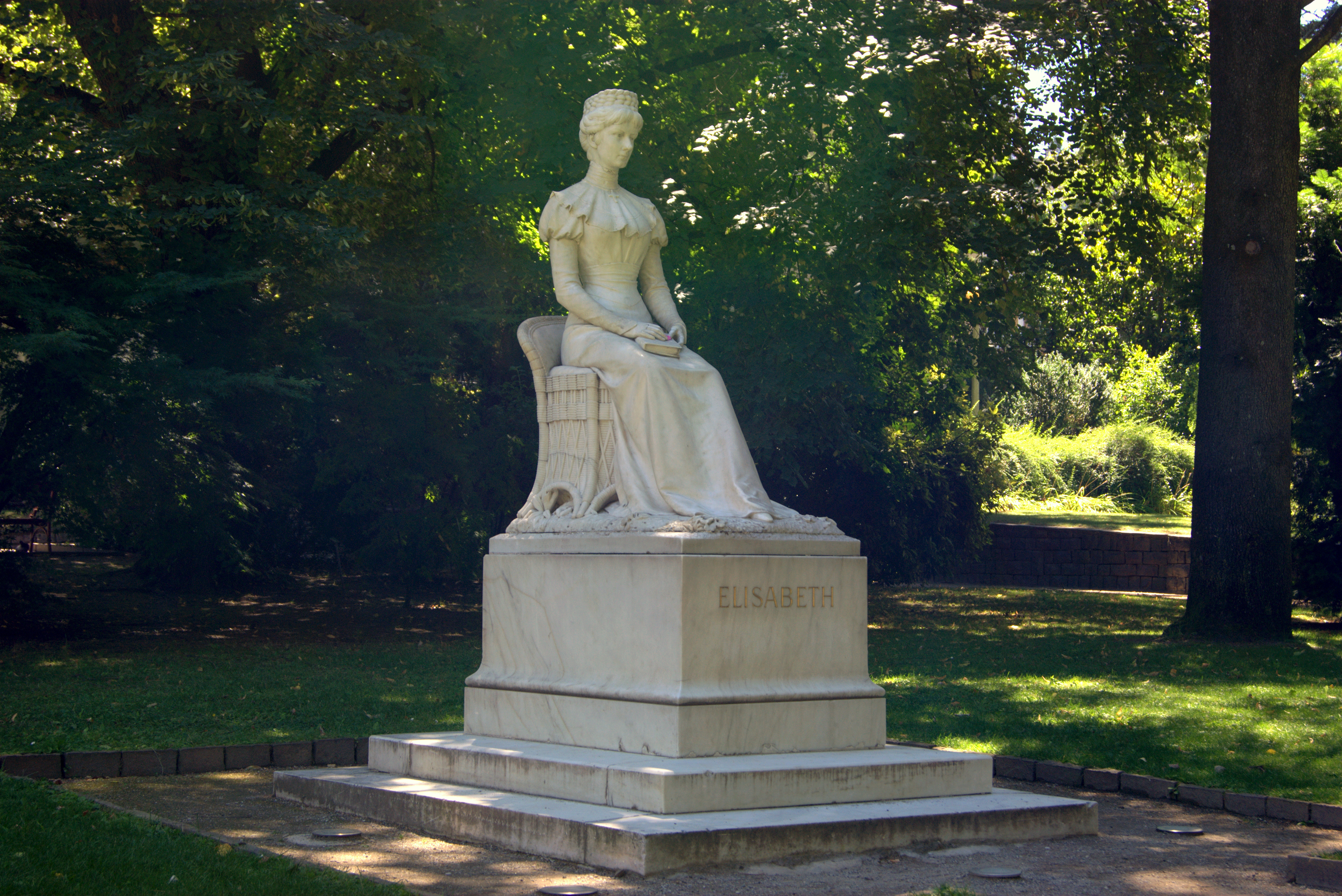
伊丽莎白皇后
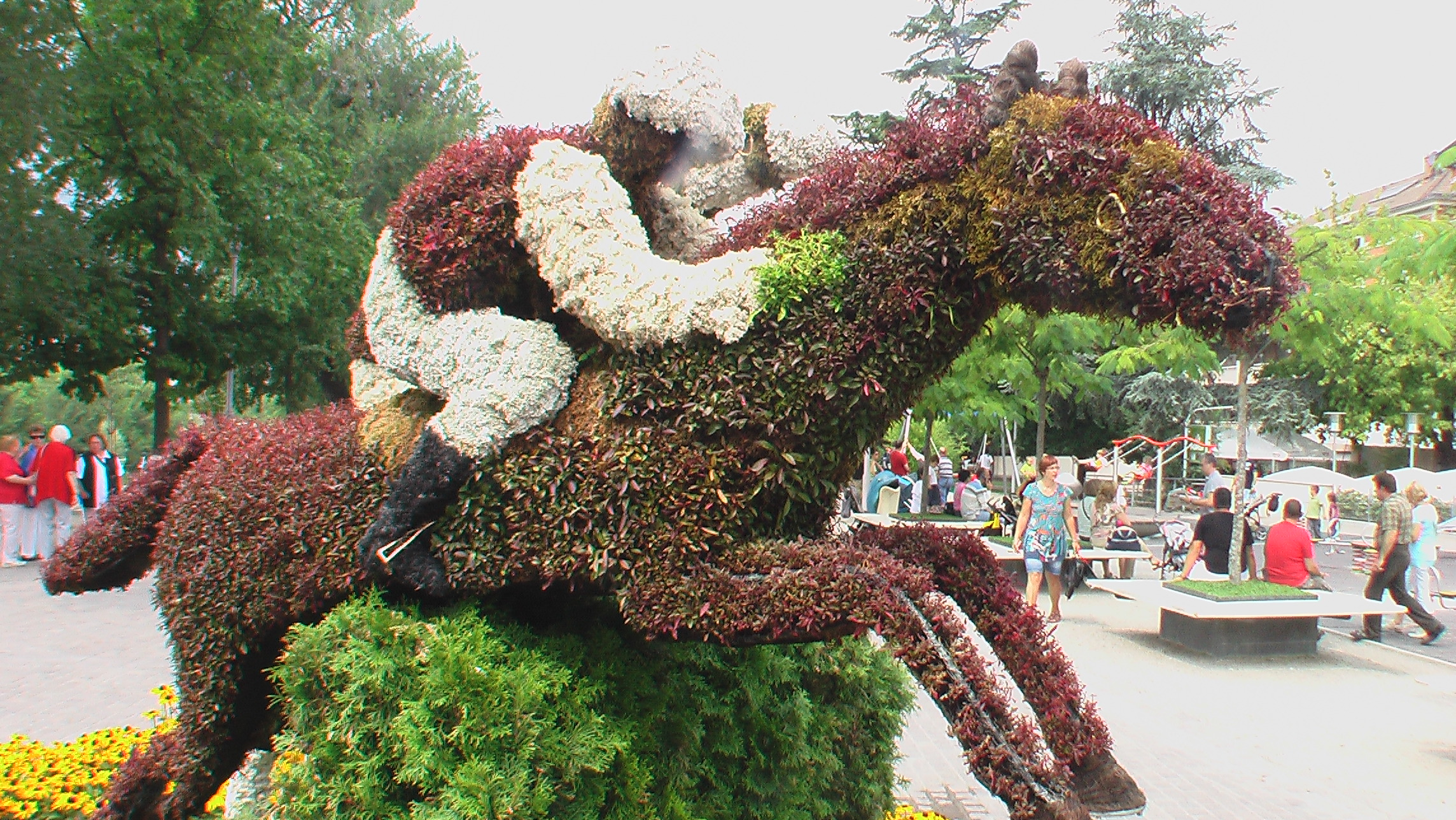
长廊
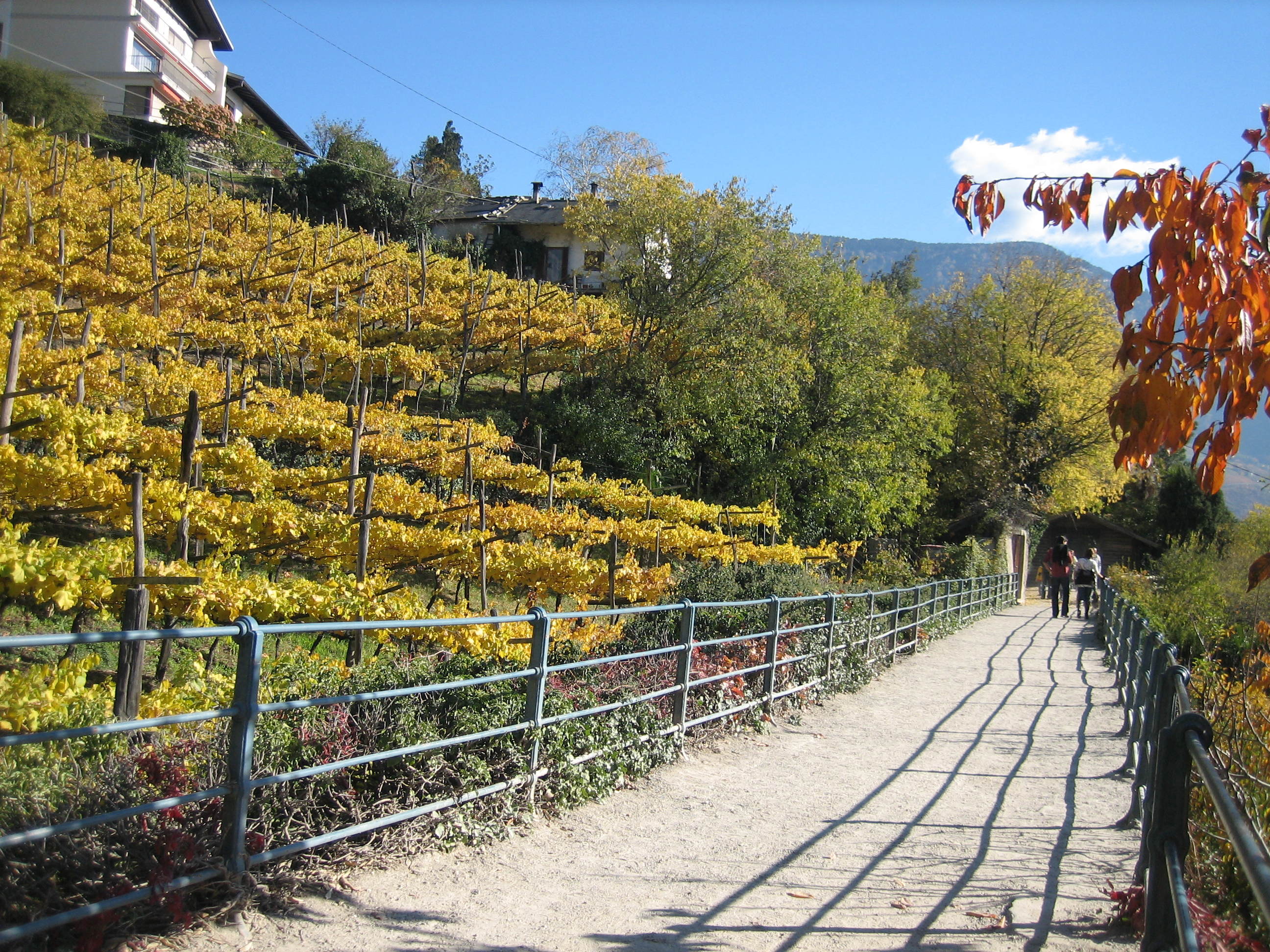
长廊
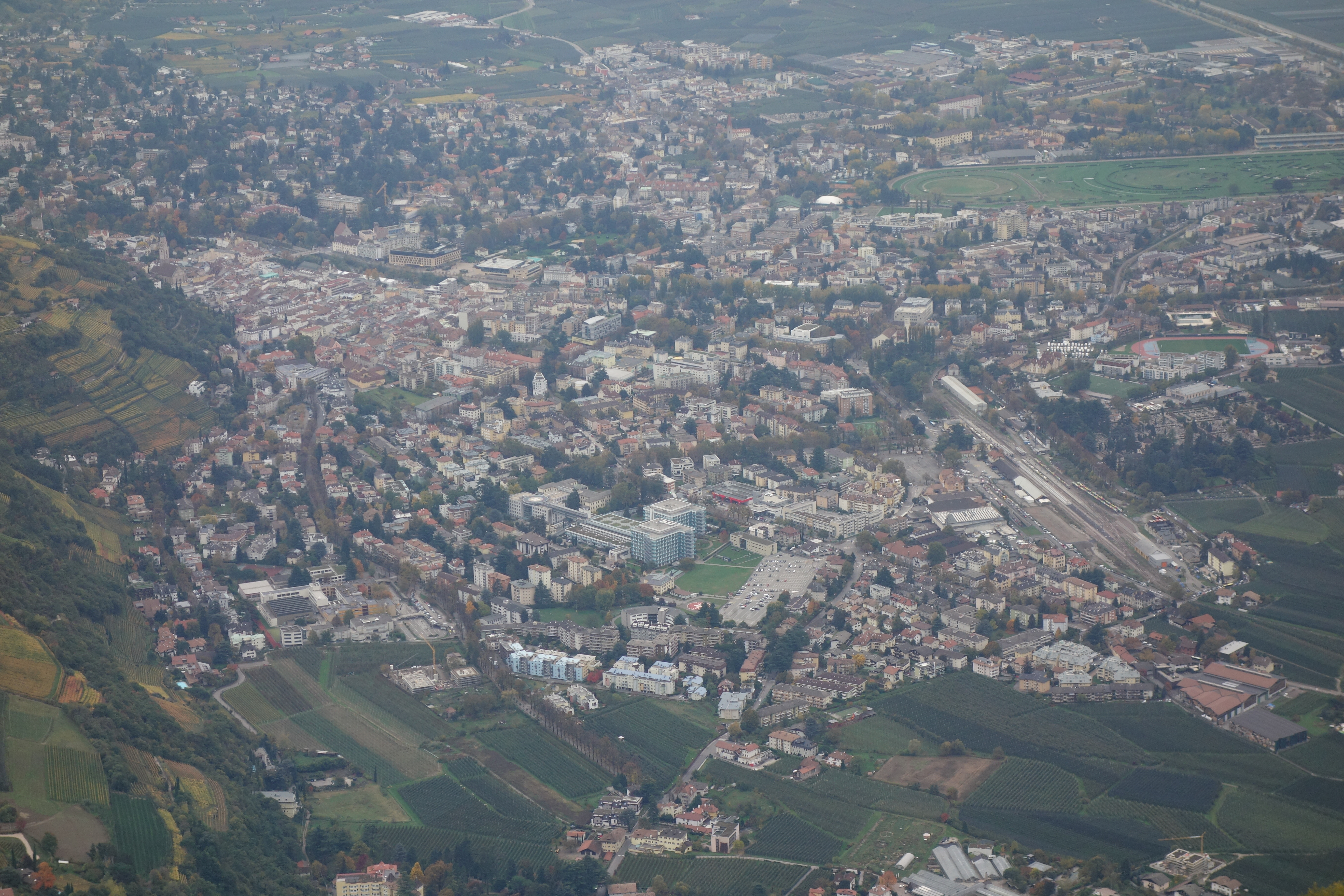
俯瞰梅拉诺